# Synchronizované plavání na Letních olympijských hrách 1992
Synchronizované plavání na Letních olympijských hrách 1992.

## Medailistky
| Soutěž        | Zlato                                                            | Stříbro                                      | Bronz                                        |
| ------------- | ---------------------------------------------------------------- | -------------------------------------------- | -------------------------------------------- |
| Jednotlivkyně | Kristen Babb-Sprague · Spojené státy americké (USA)              | nebyla udělena                               | Fumiko Okuno · Japonsko (JPN)                |
| Jednotlivkyně | Sylvie Fréchette · Kanada (CAN)                                  | nebyla udělena                               | Fumiko Okuno · Japonsko (JPN)                |
| Dvojice       | Spojené státy americké (USA) · Karen Josephson · Sarah Josephson | Kanada (CAN) · Penny Vilagos · Vicky Vilagos | Japonsko (JPN) · Fumiko Okuno · Aki Takayama |

## Přehled medailí
| Pořadí | Země                         | Zlato | Stříbro | Bronz | Celkově |
| ------ | ---------------------------- | ----- | ------- | ----- | ------- |
| 1.     | Spojené státy americké (USA) | 2     | 0       | 0     | 2       |
| 2.     | Kanada (CAN)                 | 1     | 1       | 0     | 2       |
| 3.     | Japonsko (JPN)               | 0     | 0       | 2     | 2       |
| Celkem | Celkem                       | 3     | 1       | 2     | 6       |